# Gerhard Himmel
Gerhard Himmel (n. 26 aprilie 1965, Hanau, Republica Federală Germania, Germania) este un luptător german, medaliat olimpic. A participat la o ediție a Jocurilor Olimpice (1988) în care a câștigat o medalie de argint.

## Participări
Lista de mai jos prezintă principalele competiții la care a participat Gerhard Himmel de-a lungul carierei.
- wrestling at the 1988 Summer Olympics – men's Greco-Roman 100 kg[*]